# Al filo de imposible (serie de televisión)
Al filo de lo imposible es una serie de televisión, emitida por TVE en 1970, con guiones de José López Rubio y realizada por, entre otros, Cayetano Luca de Tena, Manuel Aguado o Pedro Amalio López.

## Argumento
Se trataba de pequeñas piezas cortas de teatro televisado, sin mayor hilo argumental común entre ellas, que lo casi siempre estrafalario de las situaciones recreadas.

## Listado de episodios
- Las limosnas - 6 de junio de 1970 
  - Mercedes Barranco
  - Ignacio de Paúl
  - Lola Gaos
  - Mercedes Prendes

- Antes y después - 13 de junio de 1970

- El cielo abierto - 20 de junio de 1970 
  - Rosario García Ortega
  - Agustín González
  - María José Goyanes
  - Joaquín Molina
  - Conchita Núñez
  - José Orjas
  - María Rus

- El secuestro - 27 de junio de 1970 
  - Valeriano Andrés
  - Alfonso del Real
  - Vicente Haro
  - Jacinto Martín
  - Juanjo Menéndez
  - Luisa Sala
  - Valentín Tornos

- El rescate - 4 de julio de 1970 
  - Juanjo Menéndez
  - Luisa Sala

- Veneno activo – 11 de julio de 1970
  - Agustín González
  - Lola Herrera

- El de la suerte - 18 de julio de 1970 
  - Antonio Ferrandis
  - Cándida Losada
  - María Luisa Ponte

- 500.000 ejemplares - 25 de julio de 1970 
  - Manuel Alberdi
  - José María Caffarel
  - Antonio Ferrandis
  - Luis Morris

- El coche viejo - 27 de julio de 1970 
  - Antonio Acebal
  - José Bódalo
  - José Calvo
  - Pepita Jiménez

- El último hilo - 20 de agosto de 1970 
  - María Luisa Arias
  - Jacinto Martín
  - Mercedes Prendes
  - Magda Roger
  - Julia Trujillo

- Renglón torcido – 26 de agosto de 1970

## Premios
- Premio Ondas (1970) a José López Rubio por el guion de la serie.